# كيفن كيهو
كيفن كيهو (بالإنجليزية: Kevin Kehoe)‏ هو لاعب قذف أيرلندي، ولد في 1991.